# Château de Boistissandeau
Le château de Boistissandeau est un château situé aux Herbiers, au sud d’Ardelay en Vendée. Il a été construit en 1578. Sa façade est surmontée d’une grande poivrière en briques roses. Il est classé Monument historique depuis 23 janvier 1958.
Autrefois [Quand ?] propriété des Frères de Saint-Gabriel qui y avaient établi une maison de retraite, il a été acquis en juin 2003 par le département de la Vendée.
Une grande partie du château a été rénovée, mais il reste encore de nombreux travaux, en particulier dans l’aile gauche.
Le savant René-Antoine Ferchault de Réaumur y a fait de fréquents séjours au cours du XVIIIe siècle [réf. souhaitée], en compagnie du propriétaire, Jean-Baptiste-Laurent d'Hillerin (1704-1779), lui-même une grande figure scientifique.
Le château du Boistissandeau fut aussi le théâtre d’un épisode de la Terreur en Vendée. Le 31 janvier 1794, cinq hussards vont venir assassiner, sur le montoir toujours visible, la châtelaine Marie Agathe d'Hillerin (1714-1794) et ses deux filles, Henriette (1738-1794) et Agathe (1741-1794). Marie-Agathe est traînée par les pieds dans l'escalier devant l’entrée du château et massacrée à coups de sabres. Les deux filles de Marie-Agathe cherchèrent à se sauver : l’une sera abattue près de la porte principale du château, et l’autre sera elle abattue en face de la porte de La Chapelle. Cette dernière garde toujours les traces de balles aujourd’hui.[réf. souhaitée]
Le château sera ensuite habité par les Frères de Saint Gabriel, puis transformé en Noviciat en 1942 et enfin en maison de retraite en 1970. 
Aujourd’hui, le château est devenu un centre d’hébergement pour handicapés ainsi que leurs familles : il est le seul de la France à offrir ce service [réf. souhaitée].

## Historique
Le château est partiellement inscrit (façades et toitures du château, la cheminée Renaissance et les jardins d'agrément) au titre des monuments historiques en 1958
Désormais, ce lieu est devenu un centre d’accueil pour familles retraitées et personnes handicapées[Passage contradictoire].